# Zeus Ridge
Zeus Ridge är en bergstopp i Antarktis. Den ligger i Västantarktis. Argentina, Chile och Storbritannien gör anspråk på området. Toppen på Zeus Ridge är 2 100 meter över havet, eller 70 meter över den omgivande terrängen. Bredden vid basen är 1,3 km.
Terrängen runt Zeus Ridge är huvudsakligen bergig, men norrut är den kuperad. Trakten är obefolkad. Det finns inga samhällen i närheten. 